# Distrito Escolar Unificado de Garden Grove
El Distrito Escolar Unificado de Garden Grove (Garden Grove Unified School District, GGUSD) es un distrito escolar de California. Tiene su sede en Garden Grove. El área del distrito, con una superficie de 28 millas cuadradas, tiene la mayor parte de Garden Grove y porciones de Anaheim, Cypress, Fountain Valley, Santa Ana, Stanton, y Westminster. GGUSD fue establecido en el julio de 1965.